# 醫生審判
醫生審判（英語：Doctors' trial），正式案號為美利堅合眾國訴卡爾·勃蘭特等人案（United States of America v. Karl Brandt, et al.）是第二次世界大戰結束後，於德國紐倫堡舉行的12場軍事審判中的第一場，原告在名義上由美國聯邦政府擔任（實際上亦由美國主導），被告為23位前納粹德國醫療從業人員，被以戰爭罪起訴。該場審判在紐倫堡審判後召開軍事法庭進行審理，因此與其他審判合稱為「紐倫堡後續審判」，正式名稱為「紐倫堡軍事法庭戰爭罪行審判」（Trials of War Criminals before the Nuremberg Military Tribunals, NMT）。
23位被告中的22位為醫師，且遭指控涉入納粹人體實驗與T-4行動等非人道活動。不過，納粹醫生主要領導者之一的約瑟夫·門格勒卻在戰後成功逃出德國，因而缺席審判。
本次審判的法官均為美國籍；首席法官為來自華盛頓州的華特·柏格斯·畢爾斯法官，並由來自佛羅里達州的哈洛德·瑟布林法官與來自奧克拉荷馬州的強森·克勞福德法官共同審理，候補法官則由前美國司法部長特別助理維克特·斯瓦林根（Victor C. Swearingen）擔任。檢方的首席法律顧問為美國律師泰爾福特·泰勒，首席檢察官則為詹姆斯·麥克哈尼（James M. McHaney）。檢方於1946年10月25日正式提起公訴；審判程序則自同年12月9日開始持續至翌年8月20日止。23位被告中，7人獲判無罪，另宣判7人死刑；餘下9人則處以10年至終生監禁不等的刑罰。

## 公訴
檢方以四項罪名起訴醫生審判中的被告，分別為：
1. 密謀實行戰爭罪與反人道罪，如第二項與第三項所述；
2. 戰爭罪：對戰俘與佔領區平民，在未獲得其允諾情形下實施人體醫療實驗；實驗過程中，被告復犯有謀害、殘殺、殘忍虐待、實施酷刑等非人道行為。被告亦參與策劃或實行對戰俘、佔領區平民與認定為年邁、瘋狂、患有不治之疾、身體殘疾者之大規模屠殺，並以毒氣、致命注射與其他不同安養之家或醫療院所實行之各異手段為之，同時參與實行安樂死計畫與對集中營囚犯之屠殺。
3. 反人道罪：對德國公民實施第二項所述之各種情事。
4. 參與犯罪組織，即親衛隊。[2]

審判法庭以逾越審判權為由，駁回了檢方的第一項控訴。
下表中，I表示該名被告在該罪名上僅受起訴但未定罪，G則表示該名被告依該罪名判定有罪。
| 被告姓名             | 相片 | 職責 | 罪名 | 罪名 | 罪名 | 罪名 | 判決與刑責                                            |
| 被告姓名             | 相片 | 職責 | 1    | 2    | 3    | 4    | 判決與刑責                                            |
| -------------------- | ---- | --- | ---- | ---- | ---- | ---- | ----------------------------------------------------- |
| 赫爾曼·貝克-弗雷森   |      | 納粹德國空軍外科醫生（空軍醫療勤務隊上尉）；兼任納粹德國空軍醫療勤務隊總監航空醫療部主任                                                                                               | I    | G    | G    |      | 20年有期徒刑，後減刑至10年。於1961年逝世。            |
| 威廉·拜格布克        |      | 納粹德國空軍外科諮詢醫生 | I    | G    | G    |      | 15年有期徒刑，後減刑至10年。於1963年逝世。            |
| 柯特·布魯莫          |      | 帝國健康總監（Reichsgesundheitsführer）副官；兼任帝國研究會議癌症研究全權委員 | I    | I    | I    |      | 無罪。於1969年逝世。                                  |
| 維克特·布拉克        |      | 親衛隊上級領袖與武裝親衛隊突擊隊大隊領袖；納粹黨元首總理府首席行政官 | I    | G    | G    | G    | 死刑。                                                |
| 卡爾·勃蘭特          |      | 阿道夫·希特勒私人醫生；親衛隊集團領袖與武裝親衛隊中將；帝國健康衛生主任委員（Reichskommissar für Sanitäts und Gesundheitswesen），同時也是帝國研究會議的成員                           | I    | G    | G    | G    | 死刑。                                                |
| 魯道夫·勃蘭特        |      | 常規親衛隊旗隊領袖；親衛隊全國領袖海因里希·希姆萊的個人行政官員，同時擔任帝國內政部部長辦公室主任與部長顧問                                                                            | I    | G    | G    | G    | 死刑。                                                |
| 弗里茨·費雪          |      | 武裝親衛隊突擊隊大隊領袖；在赫痕利根醫院替同為被告的卡爾·格布哈特擔任助理外科醫師 | I    | G    | G    | G    | 終生監禁，後減刑至15年。於1954年獲釋，2003年逝世。    |
| 卡爾·格布哈特        |      | 親衛隊集團領袖與武裝親衛隊中將；親衛隊全國領袖海因里希·希姆萊的私人醫生、親衛隊帝國醫師與警察參謀長的首席醫師與德國紅十字會主席                                                        | I    | G    | G    | G    | 死刑。                                                |
| 卡爾·甘茨肯          |      | 親衛隊集團領袖與武裝親衛隊中將；武裝親衛隊醫療部總監（Chef des Sanitätsamts der Waffen SS）                                                                                            | I    | G    | G    | G    | 終生監禁，後減刑為20年。於1954年獲釋，1957年逝世。    |
| 齊格弗里德·漢德羅瑟  |      | 軍醫上將（Generaloberstabsarzt）；納粹德國陸軍醫療監察官（Heeressanitätsinspekteur）與德意志國防軍醫療勤務總監（Chef des Wehrmachtsanitätswesens）                                     | I    | G    | G    |      | 終生監禁，後減刑為20年。於1954年獲釋，同年逝世。      |
| 瓦爾德馬爾·霍芬      |      | 武裝親衛隊高級突擊隊中隊領袖；布痕瓦爾德集中營醫生 | I    | G    | G    | G    | 死刑。                                                |
| 約阿希姆·穆魯高斯基  |      | 武裝親衛隊上級領袖；親衛隊帝國醫師與警察首席衛生學家（Oberster Hygieniker, Reichsarzt SS und Polizei），兼任武裝親衛隊衛生研究所所長（Chef des Hygienischen Institutes der Waffen SS） | I    | G    | G    | G    | 死刑。                                                |
| 赫爾塔·奧柏豪瑟      |      | 拉文斯布呂克集中營外科醫生，在赫痕利根醫院替同為被告的卡爾·格布哈特兼任助理外科醫師 | I    | G    | G    |      | 20年有期徒刑，後減刑至5年。於1952年獲釋，1978年逝世。 |
| 阿道夫·波柯爾尼      |      | 性病與皮膚科專長醫師 | I    | I    | I    |      | 無罪。                                                |
| 黑爾姆特·波彭迪克    |      | 親衛隊上級領袖；親衛隊帝國醫師與警察個人參謀總監（Chef des Persönlichen Stabes des Reichsarztes SS und Polizei）                                                                       | I    | I    | I    | G    | 10年有期徒刑。於1951年獲釋，1994年逝世。              |
| 漢斯-沃夫岡·羅姆柏斯 |      | 德意志航空實驗研究院航空醫療部幕僚醫師 | I    | I    | I    |      | 無罪。於1981年逝世。                                  |
| 格哈德·羅斯          |      | 納粹德國空軍醫生，空軍軍醫少將；熱帶醫學部總監，兼任羅伯·柯霍研究所教授，同時擔任空軍醫療勤務隊總監熱帶醫學衛生顧問                                                                    | I    | G    | G    |      | 終生監禁，後減刑為20年。於1955年獲釋，1992年逝世。    |
| 保羅·洛斯塔克        |      | 柏林外科診所主治醫師；兼任納粹德國陸軍外科顧問、醫藥科學與研究辦公室主任與帝國健康衛生專員                                                                                             | I    | I    | I    |      | 無罪。於1956年逝世。                                  |
| 齊格弗里德·洛夫      |      | 德意志航空實驗研究院航空醫療部主任，兼任空軍醫療勤務隊一級中尉；至1989年逝世前皆仍致力於航空研究與著作出版                                                                             | I    | I    | I    |      | 無罪。於1989年逝世。                                  |
| 康拉德·希佛          |      | 柏林航空醫療研究所幕僚醫師 | I    | I    | I    |      | 無罪。                                                |
| 奧斯卡·施羅德        |      | 軍醫上將；空軍醫療勤務稽查參謀總監（Chef des Stabes, Inspekteur des Luftwaffe-Sanitätswesens）、空軍醫療勤務隊總監                                                                     | I    | G    | G    |      | 終生監禁，後減刑為15年。於1954年獲釋，1958年逝世。    |
| 沃爾弗拉姆·西弗斯    |      | 親衛隊旗隊領袖；德意志研究會帝國主任與其下的軍事科學研究院（Institut für Wehrwissenschaftliche Zweckforschung）總監、帝國研究會議總監管理委員會副主席                                  | I    | G    | G    | G    | 死刑。                                                |
| 喬治·奧古斯都·威爾茨 |      | 納粹德國空軍軍醫中校；慕尼黑航空醫療研究所所長 | I    | I    | I    |      | 無罪。                                                |

所有在醫生審判中判處死刑的被告均於1948年6月2日在巴伐利亞的蘭茨貝格監獄處以絞刑。
在部分個案中，判處死刑與判處入監服刑的差異在於該被告是否有參與國際軍事法庭所宣告為犯罪組織的納粹親衛隊。然而，有些親衛隊內的醫療從業人員卻被判決入監服刑。對未加入親衛隊的被告而言，個人涉入犯罪事實的程度則是量刑的主要依據。

## 延伸閱讀
- Hanauske-Abel, H. M. . BMJ. 1996-12-07, 313 (7070): 1453–1463. ISSN 0959-8138. PMC 2352969 . PMID 8973235. doi:10.1136/bmj.313.7070.1453 （英语）.
- Lifton-Robert, Robert J. . Basic Books. 2000 [1st. Pub. 1986 London:Macmillan]. ISBN 0-465-04905-2.
- Pellegrino, Edmund D. . Annals of Internal Medicine. 1997-08-15, 127 (4): 307. ISSN 0003-4819. PMID 9265432. doi:10.7326/0003-4819-127-4-199708150-00010 （英语）.
- Seidelman, W. E. . BMJ. 1996-12-07, 313 (7070): 1463–1467. ISSN 0959-8138. PMC 2352986 . PMID 8973236. doi:10.1136/bmj.313.7070.1463 （英语）.
- Spitz, Vivien. . Sentient Publications. 2005. ISBN 1-59181-032-9.
- Weindling, P.J. . Palgrave Macmillan. 2005. ISBN 1-4039-3911-X.

## 外部連結
- . The Nuremberg Trials Project. Harvard Law School Library. （原始内容存档于2011-04-15）. – Partial transcript from the trial
- Cohen, Baruch C. . Jewish Law.   [2016-12-23]. （原始内容存档于2016-03-13）.
- Biddiss, Michael. . Journal of the Royal Society of Medicine. 1997-06, 90 (6): 342–346  [2021-12-09]. ISSN 0141-0768. PMC 1296317 . PMID 9227388. doi:10.1177/014107689709000616. （原始内容存档于2021-12-09） （英语）.